# Skakava Gornja
Skakava Gornja (en serbe cyrillique : Скакава Горња) est un village de Bosnie-Herzégovine. Il est situé dans le district de Brčko. Selon les premiers résultats du recensement de 2013, il compte 1 486 habitants.

## Histoire
Sur le territoire du village se trouve le site archéologique de Zidine, inscrit sur la liste des monuments nationaux de Bosnie-Herzégovine.

## Démographie

### Évolution historique de la population dans la localité
| 1948 | 1953 | 1961 | 1971 | 1981 | 1991  | 2013  |
| ---- | ---- | ---- | ---- | ---- | ----- | ----- |
| -    | -    | 832  | 921  | 930  | 1 737 | 1 486 |

|  |

## Personnalité
- Augustin Augustinović, prêtre, écrivain